# Peeping Tom (album)
Peeping Tom è l'album di debutto del progetto Peeping Tom, pubblicato il 30 maggio 2006 dalla Ipecac Recordings. Fra le numerose influenze musicali presenti nell'album vi sono hip hop, alternative rock, trip hop, electro, ghettotech, musica soul, G-funk, ambient e bossa nova.

## Tracce
1. Five Seconds (feat. Odd Nosdam) - 4:20
2. Mojo (feat. Rahzel e Dan the Automator) - 3:40
3. Don't Even Trip (feat. Amon Tobin) - 5:46
4. Getaway (feat. Kool Keith) - 3:22
5. Your Neighborhood Spaceman (feat. Jel e Odd Nosdam) - 5:45
6. Kill the DJ (feat. Massive Attack) - 4:09
7. Caipirinha (feat. Bebel Gilberto) - 2:46
8. Celebrity Death Match (feat. Kid Koala) - 3:42
9. How U Feelin? (feat. Doseone) - 2:44
10. Sucker (feat. Norah Jones) - 2:33
11. We're Not Alone (Remix) (feat. Dub Trio) - 5:10

## Formazione
- Mike Patton - produzione, voce, programmazione, basso, chitarra, percussioni, clavicembalo, organo, clavinet, pianoforte, pianoforte elettrico Rhodes, tastiera, sintetizzatore, campionatore, giradischi
- Odd Nosdam - programmazione percussioni, campionatore, produzione (tracce 1, 4, 5, 8, 9)
- Dale Crover - batteria (tracce 1, 3, 5, 7, 8, 9, 10)
- Kid Koala - giradischi (tracce 1, 2, 7, 8, 9)
- Rahzel - beatbox (traccia 2)
- Dan the Automator - programmazione percussioni, campionatore, sintetizzatore e chitarra (traccia 2 e 10)
- Amon Tobin - programmazione percussioni, sintetizzatore (traccia 3)
- Jel - programmazione barriera, campionatore, produzione (tracce 4, 5, 8, 9)
- Kool Keith - rapping (traccia 4)
- Robert Del Naja - programmazione percussioni, sintetizzatore, tastiera, chitarra (traccia 6)
- Massive Attack - produzione (traccia 6)
- Neil Davidge - programmazione (traccia 6)
- Bebel Gilberto - voce (traccia 7)
- Dose One - voce (traccia 9)
- DJ Disk - giradischi (traccia 10)
- Norah Jones - voce (traccia 10)
- Stu Brooks - basso, tastiera, effetti, produzione (traccia 11)
- Joe Tomino - batteria, effetti, produzione (traccia 11)
- DP Holmes - chitarra, tastiera, effetti, produzione (traccia 11)